# Стара Вижівка
Стара́ Ви́жівка (XIX ст. — Вижба; до 1946 р. — Стара Вижва) — селище в Україні, адміністративний центр Старовижівської селищної громади Ковельського району Волинської області.

## Географія
Старовижівська селищна громада знаходиться на північному заході Полісся Волинської області, до складу якої входять 16 населених пунктів з адміністративним центром селищем Стара Вижівка, яке розташоване на берегах річки Вижівка (притока Прип'яті), за 112 км від обласного центру і пролягає автошляхом міжнародного значення М19.
Територія заліснена більш як на 32,5 відсотка, площі лісів займають 38,0 тисячі гектарів, сільськогосподарських угідь — 57 тис. гектарів, в тому числі 28 тис. гектарів — площа ріллі. Рельєф регіону рівнинний з нахилом в північному напрямку.
Територією Старовиживщини протікають річки Прип'ять, Турія, Вижівка, Лють, Кизівка, існує 29 озер, в основному карстового походження. В регіоні в умовах великої вологості та високого рівня підґрунтових вод утворилися в основному дерново-підзолисті, дерново-глеєві та супіщані ґрунти.
У промисловому відношенні з корисних копалин найбільше значення мають пісок, торф, глина, сапропель, розпочата розробка та видобування фосфоритів.
На території чудового поліського краю збереглися унікальні куточки флори та фауни, де утворено 3 загальнозоологічних заказники, збережено 13 пам'яток природи, у тому числі — вікові лісові масиви на території Кримненського та Дубечненського лісництв.

## Історія
Є певні дискусії щодо першої письмової згадки про Вижву. Одні вчені вважають, що перша писемна згадка про селище Вишега (Вижва), датується червнем 1099 року. Жили тут люди й раніше, про що свідчать археологічні знахідки доби бронзи, та знайдено поселення часів Київської Русі.
Інші вчені вважають, що перша згадка про Вижву датується початком XVI століття. Про історію селища розповідають експозиції краєзнавчого музею, де зберігається цінний матеріал з історії, культури та археології краю. В музеї зберігаються документи про те, як у свій час землями володіли литовські князі Сангушки, князь Курбський, польська королева Бона Сфорца (перша половина — середина XVI століття), розповідається про тяжке життя поліських селян, які займались в основному землеробством та ремісництвом.
Стара Вижівка входила до складу Вижівського маєтку (разом з містечком Вижва та селами Брідки, Мельники, Рудка) у другій половині XVIII — середині ХІХ століття. Починаючи з 1739 року ковельським староством, куди входив і вижівський маєток, володів князь Димитр Іполіт Яблоновський. За Гербовником Адама Бонецького він отримав його від батьків першої дружини Катерини Шембек у 1739 році. Після смерті першої дружини Д. Яблоновський одружився вдруге з Юзефою Мичельскою, яка після смерті у 1788 році чоловіка утримувала прибутки від вижівського маєтку. Станом на 1798 рік прибутки з містечка та сіл і надалі отримувала княгиня Юзефа Яблоновська, вдова Д. Яблоновського (1706—1788). Містечко належало князеві, пізніше — княгині, але міщани залишалися особисто вільними. Доходи із сіл Брідки, Мельники, Рудка, Стара Вижівка у 1780-х роках XVIII століття складалися з таких основних елементів: панщина (тягла або піша), чинш, оренда корчми (могла бути з млином), толока, перевезення зерна до р. Буг, данина (медом, хмелем, пряжею). Лише від села Стара Вижівка доходи отримувалися по усіх цих категоріях, від інших сіл — лише за деякими.
Наприкінці XVIII століття, в результаті поділів Польщі, Волинь увійшла до складу тодішньої Російської імперії. Становище мешканців краю переважно залишилося без змін. У 1847 році було проведено інвентарну реформу на Волині, що вплинуло і на становище селян Старої Вижівки. За люстрацією маєтку у 1849—1858 роках Стара Вижівка продовжувало бути частиною вижівського маєтку (з містечком Вижва, селами Брідки, Рудка, Чевель, Мельники). Перевірку проводив люстратор 3-го округу Волинської губернії Згорський. Його листування з губернським люстратором Шумовим дає підстави стверджувати про чисельні зловживання з боку орендатора помістя, а також незнання селян своїх прав та невміння боротися за них. Зокрема, Шумов відмітив, що селяни обкладені платежем за пасовища, хоча користування ними повинно було бути безплатним. За відомостями від 28 вересня 1858 року, в маєтку, разом з селами, налічувалось 216 селянських господарств: 114 — тяглих, 85 — напівтяглих (або піших), 1 — городник, 1 — бобиль (829 чоловіків та 800 жінок (разом 1629 повнолітніх людей)); а також 2 господарства однодворців (1 — городник, 1 — бобиль (2 чоловіки та 2 жінки)); 13 господарств відставних солдатів (5 чоловіків, 8 жінок). Таким чином, населення сіл Стара Вижва, Брідки, Рудка, Чевель, Мельники становило разом близько 1 630 осіб. Селяни та міщани маєтку вживали менше алкоголю, ніж в середньому по Волинській губернії в цей час. Загалом по Волині одна корчма чи шинок припадали на 230 селян та міщан. У Вижівському маєтку цей показник був удвічі меншим: на одну корчму припадало 462 селяни та міщанина, що може свідчити про нижчий рівень вживання алкоголю, ніж загалом по губернії.
Вперше район як адміністративна одиниця був утворений 17 січня 1940 року із адміністративним центром в селі Седлище і отримав назву Седлищенський. 7 червня 1946 року Указом Президії Верховної Ради УРСР його перейменовано в Старовижівський район з адміністративним центром Стара Вижівка.
17 січня 2016 року у Старій Вижівці митрополит Луцький і Волинський Михаїл звершив чин освячення новозбудованого храму.
11 липня 2018 року, в ході децентралізації, шляхом об'єднання Старовижівської селищної ради та Галиновільської, Мизівської, Нововижвівської, Поліської, Седлищенської сільських рад Старовижівського району, утворена Старовижівська селищна громада.
19 липня 2020 року, в результаті адміністративно-територіальної реформи та ліквідації Старовижівського району, селище увійшло до складу новоутвореного Ковельського району.
26 січня 2024 року в Україні набув чинності Закон № 3285-IX, який передбачає дерадянізацію адміністративно-територіального устрою України, селище міського типу Стара Вижівка набуло статусу селища.

## Населення
| 1959    | 1970    | 1979    | 1989    | 2001    |
| ------- | ------- | ------- | ------- | ------- |
| 3 089   | ▼ 2 434 | ▲ 3 278 | ▲ 4 568 | ▲ 5 289 |
| 2003    | 2004    | 2005    | 2006    | 2007    |
| ▼ 5 266 | ▼ 5 237 | ▼ 5 156 | ▼ 5 124 | ▬ 5 122 |
| 2008    | 2009    | 2010    | 2011    | 2012    |
| ▬ 5 122 | ▲ 5 143 | ▲ 5 162 | ▬ 5 161 | ▲ 5 218 |
| 2013    | 2014    | 2015    | 2016    | 2017    |
| ▲ 5 231 | ▲ 5 256 | ▲ 5 279 | ▲ 5 293 | ▬ 5 285 |
| 2018    | 2019    | 2020    | 2021    | 2022    |
| ▼ 5 248 | ▼ 5 155 | ▼ 5 127 | ▼ 5 112 | ▼ 5 058 |

### Мова
Розподіл населення за рідною мовою за даними перепису 2001 року:
| Мова              | Кількість | Відсоток |
| ----------------- | --------- | -------- |
| українська        | 5104      | 99,08 %  |
| російська         | 35        | 0,68 %   |
| білоруська        | 6         | 0,12 %   |
| румунська         | 3         | 0,06 %   |
| польська          | 1         | 0,02 %   |
| болгарська        | 1         | 0,02 %   |
| інші / не вказали | 1         | 0,02 %   |
| Всього            | 5151      | 100 %    |

## Освіта
У Старій Вижівці працює Старовижівський професійний ліцей та НВК «Загальноосвітня школа І—III ступеня — гімназія», яка входить до 100 найкращих шкіл України.

## Відомі особи
Уродженці селища:
- YAKTAK (Карпук Ярослав Миколайович) — український співак.
- SAMCHUK (Андрій Самчук) — український співак[21].